# 韦尔万 (摩泽尔省)
韦尔万（法語：Velving，法語發音：[vɛlvɛ̃]；洛林法兰克语：Welwing）是法国摩泽尔省的一个市镇，属于福尔巴克-布莱摩泽尔区。

## 地理
韦尔万（49°14'26"N, 6°32'1"E）面积4.71 平方千米，位于法国大東部大區摩泽尔省，该省份为法国东北部内陆省份，是洛林的一部分，西南接默尔特-摩泽尔省，东临下莱茵省，北与卢森堡和德国接壤。
与韦尔万接壤的市镇（或旧市镇、城区）包括：布雷特纳克、奥通维尔、泰泰尔尚、瓦尔曼斯泰。

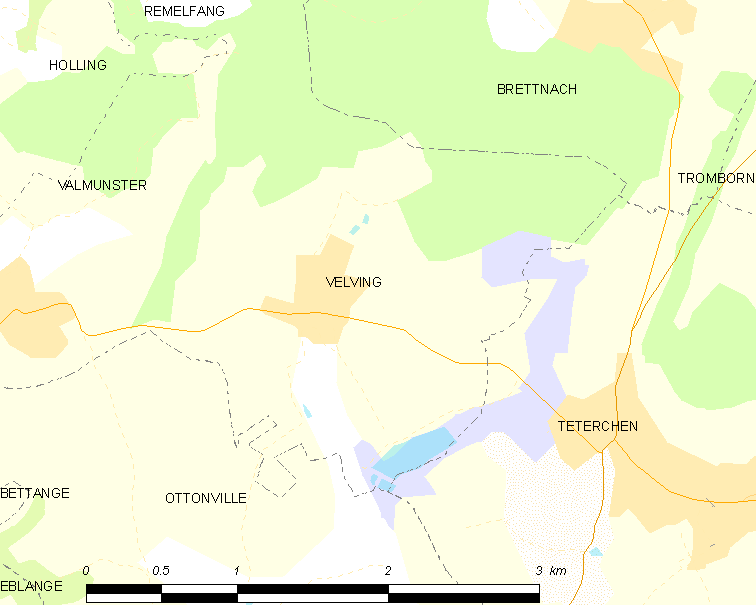
的OSM定位图

韦尔万的时区为UTC+01:00、UTC+02:00（夏令时）。

## 行政
韦尔万的邮政编码为57220，INSEE市镇编码为57705。

## 政治
韦尔万所属的省级选区为布莱摩泽尔县。

## 人口

1962-2008年间人口变化图示

韦尔万于2022年1月1日时的人口数量为204人。